# Délok
 (novembre 2019).

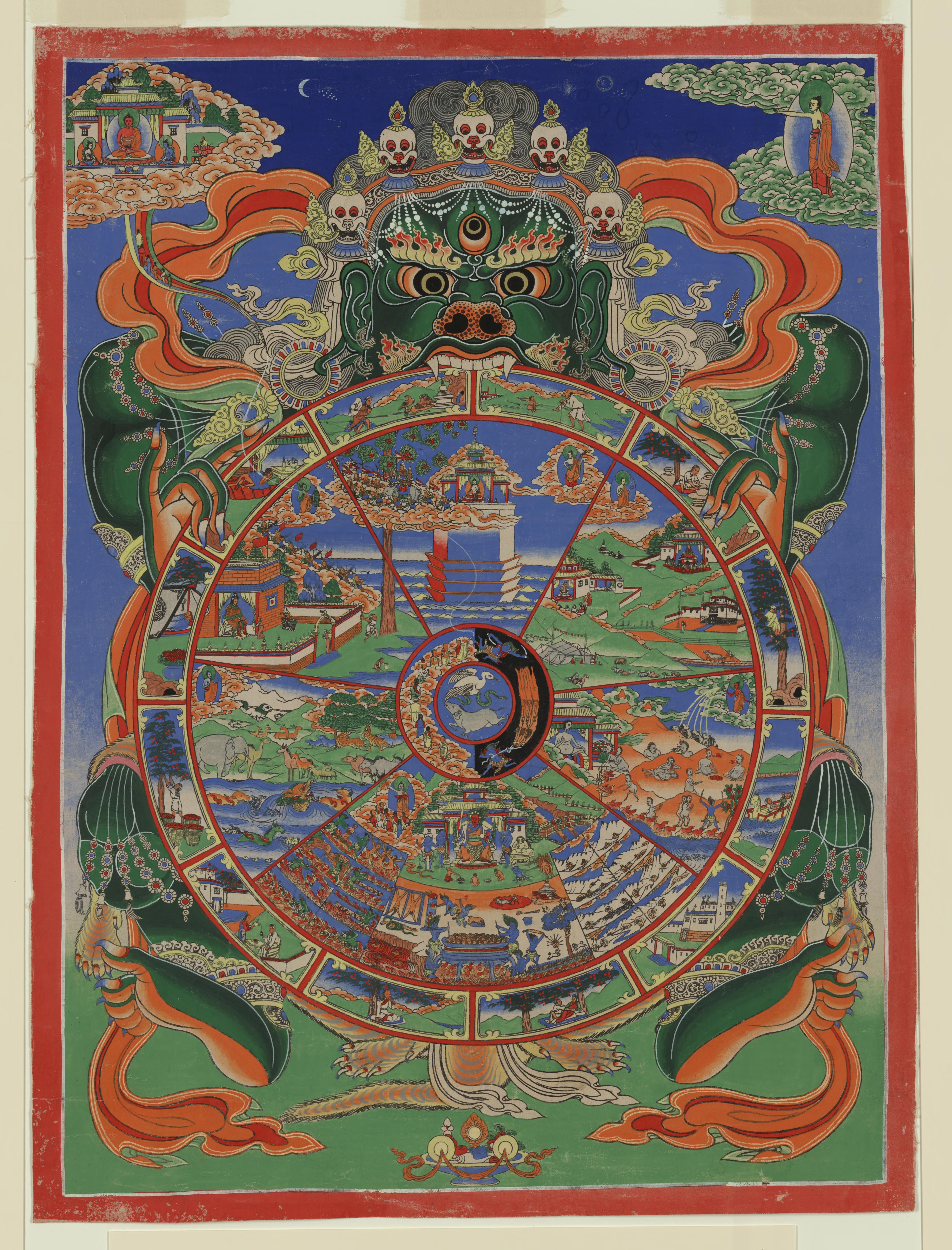
La bhavachakra présente les différents domaines d’existence bouddhistes, contrôlés par le Seigneur de la Mort

Délok (tibétain : འདས་ལོག་, Wylie : ’das log, « qui est revenue de la mort ») est, au Tibet, le nom donné à une personne qui semble mourir et se retrouve dans le bardo du devenir. Après une semaine, la personne est renvoyée à la vie par le Seigneur de la Mort, chargée d’un message inspirant pour les vivants, de se dévouer à une pratique spirituelle et un mode de vie bénéfique.
Lors de ce voyage, le délok assiste au jugement des morts dans les mondes infernaux, parfois accompagnée d’une divinité, pour la protéger et lui expliquer cette expérience ; les descriptions qui sont faites par des déloks de ces mondes sont parfois crues et repoussantes. Certaines personnes décédées peuvent rencontrer un délok pour la charger de messages destinés à des membres de leur famille encore en vie. Le retour à la vie d’un délok a lieu à la suite du jugement par le Seigneur de la Mort et est la conséquence de karma positif accumulé. Des déloks avec une foi et un mérite particuliers peuvent visiter les royaumes purs des Bouddhas et sont alors guidés par Tara.
Le phénomène s’est perpétué au Tibet jusqu’à une époque très récente dans les régions himalayennes, même si de plus en plus de Tibétains considèrent que le phénomène se raréfie car peu de personnes accumulent suffisamment de mérite pour devenir délok. De même, il est devenu fréquent au Tibet de procéder à la crémation des corps trois jours après la mort, ce qui empêche le retour d’une délok après sept jours.
Au Tibet, de célèbres déloks ont relaté leurs expériences dans leurs namtars (tibétain : རྣམ་ཐར་, Wylie : rNam-thar, « libération complète »), sortes de biographies. Il s’agit souvent de femmes ; c’est le cas notamment de Lingza Chökyi (XVIe siècle), Dawa Drolma (1910–1941) et Shukseb Jetsun Chönyi Zangmo (en) (1852–1953). En supplément, les lama manis, sortes de ménestrels ambulants, relataient des récits de déloks tout en se servant de thangkas pour illustrer leurs propos. L’un de ces derniers lama manis, Puchen Gyurme, considère que le phénomène des déloks ne se produit pas que dans la communauté mais à travers le monde entier, même si c’est un concept difficile à appréhender pour les Occidentaux.
Les déloks « meurent » à certaines dates spéciales du calendrier bouddhiste pendant un certain nombre d’heures et sont ensuite porteuses de messages. Pour vérifier une délok, les tibétains bouchent les orifices du corps avec du beurre de yack et recouvrent son visage d’une pâte à base de farine d’orge (tsampa). Le beurre ne doit pas fondre et le masque ne pas se fissurer pour assurer l’authenticité.